# Rhaphuma sexnotata
Rhaphuma sexnotata là một loài bọ cánh cứng trong họ Cerambycidae.